# ブランカ・スアレス
ブランカ・スアレス（Blanca Suárez、1988年10月21日 - ）は、スペイン・マドリード出身の女優・モデル。

## 経歴
まずはテレビ女優として頭角を現し、2010年と2011年と2015年にはフォトグラマス・デ・プラータでテレビ女優賞を受賞した。その後映画女優として地位を築き、2012年にはペドロ・アルモドバル監督の『私が、生きる肌』に出演し、ゴヤ賞新人女優賞にノミネートされた。2013年にはカンヌ国際映画祭でショパール・トロフィーを受賞した。

## フィルモグラフィー
- 2012年 『私が、生きる肌』
- 2014年 『アイム・ソー・エキサイテッド!』
- 2017年 『クローズド・バル 街角の狙撃手と8人の標的』
- 2019年 『母の秘密』

## 受賞
- 2010年 フォトグラマス・デ・プラータテレビ女優賞
- 2011年 フォトグラマス・デ・プラータテレビ女優賞
- 2013年 カンヌ国際映画祭ショパール・トロフィー
- 2015年 フォトグラマス・デ・プラータテレビ女優賞